# Bluthochzeit von Russe
Unter Bluthochzeit von Russe (bulgarisch Русенска кървава сватба Russenska karwawa swatba) wird ein Konflikt zwischen ethnischen Gruppen und der bulgarischen Armee bezeichnet, der sich im Jahr 1910 während der jährlichen Karnevalszeit vor der Fastenzeit in der bulgarischen Donaustadt Russe ereignete. Bei den Auseinandersetzungen starben 24 Menschen und mehr als 70  wurden verletzt.
Der Auslöser für die Zusammenstöße war die Hochzeit eines bulgarischen christlichen Mannes und eines türkischen moslemischen Mädchens, die von den örtlichen Türken missbilligt und von den staatlichen Behörden mit Gewalt zu verhindern versucht wurde.

## Vorfall
Am 11. Februarjul. / 24. Februar 1910greg. erhielten der Bulgare Jordan Stefanow (Bulgarisch veraltet: Юрданъ Стефановъ) und die Türkin Saafet Afuz Mechmedowa (Саафет Афуз Мехмедова) von einem Arzt die Erlaubnis zur Heirat, da Saafet „geistig gesund“ war und angab, 18 Jahre alt zu sein. Saafet beschloss zum bulgarisch-orthodoxen Christentum zu konvertieren und einen slawischen Namen anzunehmen – Ruska (bulgarisch: Руска). Am nächsten Tag brachte ihr Vater, ein Hodscha (türkisch für Priester), zusammen mit anderen Muslimen vor dem Bürgermeister von Russe seinen Protest zum Ausdruck. Ihm und seiner Frau zufolge wurde ihre Tochter entführt und war zudem noch minderjährig (fast 16 Jahre alt), also zu jung, um ohne Einwilligung der Eltern heiraten zu können. Gleichzeitig wurden die osmanischen Diplomaten im Land informiert, die bei der bulgarischen Regierung protestierten.
Der Innenminister Michail Takew schickte ein Telegramm an den Bezirksgouverneur, der den Stadtkommandanten, Generalmajor Sirakow, um die Bereitstellung von Militäreinheiten bat und den Polizeidirektor Petkow mit der Durchführung der Operation beauftragte. Gleichzeitig widerrief das Bezirksgericht von Russe am 14. Februarjul. / 27. Februar 1910greg. die Heiratserlaubnis und ordnete die Rückgabe des Mädchens an seine Eltern an, sodass sie bis zum Abend in deren Haus zurückkehren musste. Nachts versammelte sich eine Gruppe „Abenteurer“ vor Saafets Haus mit der Absicht, sie zu „entführen“ und freizulassen. Die Behörden reagierten, indem sie das Mädchen auf eine Polizeistation brachten, vor der sich in kürzester Zeit ein Mob mit über 1000 Menschen ansammelte und Saafet befreite. So heiratete Saafet am 15. Februarjul. / 28. Februar 1910greg. Jordan. Ihre Hochzeit wurde von vielen auf dem zentralen Platz der Stadt mitgefeiert, da dies gleichzeitig der erste Sonntag vor der Fastenzeit (bulgarisch: Сирни заговезни) war und ein traditioneller Kostümkarneval mit Umzug stattfand.
Der örtliche Polizeidirektor, der ebenfalls am Karneval teilnahm, wurde verspottet, weil er Saafet nicht auf der Polizeiwache behalten konnte. Nach Rücksprache mit dem Innenminister Takew rief Petkow die Kavallerie zur Hilfe. Nach einigen gegenseitigen verbalen Beleidigungen kam es zu einer Schlägerei zwischen Bürgern und Militär, das auch Waffen einsetzte. Nach den Zusammenstößen gab es 24 Todesfälle und etwa 70 Verletzte. Zuerst versuchte die Polizei, die Geschichte zu vertuschen, indem sie die Kommunikation von und nach Russe einschränkte, doch bald wurde sie zur Hauptnachricht in den Zeitungen im ganzen Land. Kurz darauf wurden Polizei- und Armeeeinheiten aus Tarnowo, Rasgrad und Swischtow nach Russe gezogen. Dennoch gelang es einer lose organisierten Miliz am 2. März, die Körper von 17 der Toten aus dem Leichenhaus der städtischen Klinik zu entnehmen und der Öffentlichkeit zu präsentieren.
In verschiedenen bulgarischen Städten wie Warna, Burgas und Ichtiman wurden Protestkundgebungen gegen das Verhalten des Staates abgehalten. In der Hauptstadt Sofia versuchte ein Mob den Zarenpalast zu stürmen. Es gab einen Versuch einer Kundgebung in Russe, doch die Polizei erteilte keine Erlaubnis.
Der Streit dauerte bis 1914. Neben der gerichtlichen Aufarbeitung wurden zwei parlamentarische Untersuchungskommissionen gebildet. Insgesamt wurden 21 Personen angeklagt und 120 Zeugen vernommen, aber alle Verdächtigen wurden freigesprochen.
Die Ereignisse wurden 2010 im Dokumentarfilm Русенска кървава сватба von Stefan Komandarew aufgegriffen.

## Politischer Kontext
Die Reaktionen waren vielfältig -– während einige die Polizei beschuldigten, machten andere die Regierung für die Anordnungen verantwortlich und betonten, dass die Polizei lediglich ihre Pflicht erfüllt habe. Die Sozialistische Partei charakterisierte die Ereignisse als eine „triviale Liebesaffäre“, die nicht zu solch tragischen Konsequenzen hätte führen dürfen.
Für Zar Ferdinand I. von Bulgarien stellte die Situation eine Herausforderung dar, da er bereits ein Treffen mit Sultan Abdülhamid II. geplant hatte. Die Beziehungen zwischen Ferdinand und der osmanischebn Regierung waren nach der Ausrufung der Unabhängigkeit Bulgariens 1908 angespannt. Die osmanischen Diplomaten in Bulgarien argumentierten vehement, dass es eine Verletzung ihrer Religion wäre, wenn das Mädchen nicht an ihre Eltern zurückgegeben würde. Angesichts der Gefahr, dass das Treffen scheitern könnte, beschloss die Regierung, das Mädchen zurückzugeben, und die örtlichen Behörden erließen den Befehl, notfalls Waffen einzusetzen. Das Treffen mit dem osmanischen Sultan könnte ein Hauptgrund gewesen sein, warum die Regierung entschied, Saafet „um jeden Preis“ ins Elternhaus zurückzubringen.

## Folklore
Das Ereignis gilt weithin als ein bezeichnendes Beispiel sowohl für ethnische Intoleranz in einer vielfältigen Stadtgesellschaft als auch dafür, dass Gefühle stärker als Abstammung sein können.
In den Regionen Russe, Rasgrad, Weliko Tarnowo und Warna sind mehrere Versionen eines Volksliedes verbreitet, das von der Bluthochzeit inspiriert wurde. Es ist bekannt, dass auch ein Lied aus der türkischen Folklore dieser Gegenden auf dieser Geschichte beruht.